# Teudigisil
Teudigisil ili Teudigisel je bio vizigotski kralj u Hispaniji između 548. i 549. godine. U neke popise vizigotskih kraljeva Teudigisil nije ni uključen, kao ni Agila I., pa se odmah iza Teudisa se pojavljuje Atanagild.
Bio je Teudisov grof i otjerao je Franke nakon njihove invazije iz 541. godine i odsjekao im put u tjesnacu Valcarlos u Navarri, ali je prihvatio mito i dozvolio im prolaz ka Francuskoj.
Ubijen je na jednom banketu u Sevilli. Pretpostavlja se da su ga ubili muževi nekih žena s kojima je održavao nedozvoljene odnose.